# Senza farlo apposta
Senza farlo apposta è un singolo del rapper italiano Shade e della cantante italiana Federica Carta, pubblicato il 6 febbraio 2019 come primo estratto dalla riedizione del terzo album in studio di Shade Truman (Sanremo Edition) e come secondo estratto del terzo album in studio di Federica Carta Popcorn.
Il brano è stato presentato al 69º Festival di Sanremo, classificandosi diciottesimo.
L'8 febbraio il singolo viene pubblicato su 45 giri rosso in edizione limitata a 1000 copie.

## Descrizione
Senza farlo apposta è una canzone che nasce inizialmente con l'idea che sarebbe dovuta essere eseguita solo da Shade e pubblicata in Truman, il ritornello originale infatti aveva tonalità più basse in modo da poter essere ben eseguita. Successivamente, dato che il brano era piaciuto anche a Federica Carta, è stato deciso di eseguirlo in duetto, arrangiando nuovamente il brano.
La canzone tratta di un amore struggente, un amore non particolarmente felice, ma non è vissuto con negatività, anzi, quasi con un sorriso amaro, un modo di affrontare una delusione con maturità e caparbietà.

## Tracce
Download digitale
Testi di Jacopo Ettorre e Vito Ventura, musiche di Giacomo Roggia.
1. Shade e Federica Carta – Senza farlo apposta – 3:35

7"
Lato A
1. Shade e Federica Carta – Senza farlo apposta – 3:35 (testo: Jacopo Ettore e Shade – musica: Giacomo Roggia)

Lato B
1. Shade – Truman – 3:32 (edizioni musicali Warner Music)

## Video musicale
Il videoclip è stato pubblicato il 6 febbraio 2019 sul canale YouTube della Warner Music Italy. Girato all'interno di una villa, e ispirato al film In Time, vede la partecipazione dei due attori Ludovica Bizzaglia e Leonardo Decarli.

### Produzione
- Cristofer Stuppiello – Scrittura e ideazione
- Vito Ventura – Scrittura e ideazione
- Marc Lucas (DamnFilms) – Regia ed editing
- Igor Grbesic (DamnFilms) – Regia ed editing
- Matteo Stefani – Produttore esecutivo
- Andrea Biscaro – Produttore esecutivo
- Kin Artos – Dop
- Tommaso Spagnoli – Direzione della produzione
- Roberta Simone – Produttore (video)
- Labatà scenografie – Scenografie
- Andrea Vetralla – Location manager
- Nicola Natali (insynchlab) – Effetti visivi
- Marco Cataldo (insynchlab) – Effetti visivi
- Enrico Cestaro (per SQ Kids) – Direttore casting
- Marina Boetti (per SQ Kids) – Direttore casting
- Mary Parpinel – Make-up
- Alan Zacchetti – Capo elettrico
- Diana Aquila (per Tiny Idols) – Messa in piega per influencer e cast
- Andreas Mercante – Messa in piega di Federica Carta
- Angela Mandaglio – Assistente al trucco, messa in piega, trucco e stile capelli di Shade
- Ludovica Bizzaglia – Trucco e stile capelli di Shade
- Ivan Salinas – Assistente
- Francesca Roccazzella – Assistente
- Davide “Benza” Orlando – Attrezzista
- Jacopo Colamartino – Assistente alla produzione
- Claudia Battel – Assistente alla produzione
- Agnese Incurvati – Amministrazione
- Riccardo Margiotta – Data manager
- Video Design – Service
- Pinzimonio Banqueting – Catering

## Formazione e produzione

### Senza farlo apposta
- Shade – rapping, voce
- Federica Carta – voce
- Andrea Filippone – chitarra
- Jaro – produzione, pianoforte
- Icaro Tealdi – registrazione e mixaggio voci e all'Icarus Studio
- Gigi Barocco – mix e mastering a Studio104 (Milano)

### Truman
- Shade – rapping, voce
- Andrea Filippone – chitarra
- Jaro – produzione

## Produzione (singolo 45 giri)
- Simone Biasi – grafiche
- Viviana Edera – foto
- Atlantic – etichetta

## Classifiche

### Classifiche settimanali
| Classifica (2019) | Posizione massima |
| ----------------- | ----------------- |
| Italia            | 5                 |

### Classifiche di fine anno
| Classifica (2019) | Posizione |
| ----------------- | --------- |
| Italia            | 58        |

## Altre versioni

### Senza farlo apposta (feat. Cristina D'Avena)
Il 19 aprile 2019 Senza farlo apposta viene pubblicata nuovamente come singolo nella versione interpretata con Cristina D'Avena.

### Descrizione
Dopo essere stata interpretata a Sanremo durante la serata dei duetti, la seconda versione della canzone viene pubblicata anche come singolo digitale. La copertina dell'album è simile alla precedente ma le foto degli artisti vengono sostituite da un titolo scritto per l'occasione.
Gli artisti del brano originale durante le varie interviste hanno parlato più volte di questa versione della canzone e di come duettare con la D'Avena sia stato anche per la grande stima e gratitudine che riservano nei suoi confronti.

### Tracce
Download digitale
Testi di Vito Ventura e Jacopo Ettorre, musiche di Giacomo Roggia.
1. Shade e Federica Carta – Senza farlo apposta (feat. Cristina D'Avena) – 3:35

### Formazione e produzione dei brani
- Shade – rapping, voce
- Federica Carta – voce
- Cristina D'Avena – voce
- Jaro – produzione
- Andrea Filippone – chitarra
- Davide Tagliapietra – registrazione e mixaggio voce Cristina a ilBunkerMilano
- Icaro Tealdi – registrazione e mixaggio voci Federica Carta e Shade all'Icarus Studio